# Данкен, Терри Майкл
Данкен Терри Майкл (англ. Terry Michael Duncan) (24 января 1967, Декейтер, Джорджия — 3 октября 1993, Москва, Россия) — американский юрист и адвокат, погибший у телецентра «Останкино», во время столкновений в острую фазу политического конституционного кризиса в России 1992—1993 годов. Проявил личный героизм, помогая людям спастись из зоны обстрела.

## Биография
Родился в городе Декейтер, штат Джорджия, США. В ряде русскоязычных публикаций распространено ошибочное утверждение, что Данкен был уроженцем Луизианы. Учился в Тулейнском университете и окончил Юридическую школу Университета Джорджа Вашингтона. В марте 1993 года с друзьями переехал в Москву, чтобы основать бизнес, в области юридического консультирования. Вместе с Джеймисоном Файрстоуном основал юридическую фирму Firestone Duncan & Associates, в которой позже работал аудитором Сергей Магнитский.

## Гибель
3 октября 1993 года Терри Данкен оказался у телецентра «Останкино», вместе с демонстрантами. После 19:00 началась активная фаза столкновения, из-за начавшегося расстрела гражданских, Данкен не смог покинуть территорию. Он выносил из-под огня раненых и вновь возвращался под пули, пытаясь спасти остальных:
Он несколько раз ходил туда-сюда, проверяя людей, чтобы убедиться, что с ними все в порядке. [...] Он возвращался на линию огня только потому, что хотел спасти всех.
По словам друзей: «Он всегда был таким, и политика тут ни при чём. Просто гибли люди». Спас 12 человек. Последним, кому он помог, был раненный фотокорреспондент газеты «New York Times» Пол Отто. По воспоминаниям Отто, они вместе выбрались ползком из зоны обстрела, когда его ранило в грудь, после чего Данкен продолжительное время оставался с ним, до прихода квалифицированной медицинской помощи. Однако по другим воспоминаниям, Данкена ранили выстрелом в голову уже около 19:45, что привело к быстрой смерти. После расстрела его тело перенесли от здания телецентра на Аргуновскую улицу.
О гибели Терри Данкена существуют показания очевидцев. На родине остались родители, брат, сестра и невеста. На его могильной плите выгравирована эпитафия от президента США Билла Клинтона:

Погиб в суматохе борьбы России за демократию, Терри почтил свою семью, друзей и страну своими героическими действиями, его будут помнить за его мужество и личную преданность идеалам нашей страны, особенно за наше глубокое и неизменное уважение к свободе личности.
Оригинальный текст (англ.)Caught in the turmoil of Russia's struggle for democracy, Terry honored his family, friends and country by his heroic actions. He will be remembered for his courage and pesonal dedications the ideals of our nation, especially our deep and abiding expectations respect for individual freedom.

Борис Ельцин передал соболезнования семье Данкена через президента Клинтона. В свою очередь, гибель Данкена активно использовали в пропагандистских целях сторонники Верховного совета, что осуждал близкий друг покойного Джеймсон Файрстоун: «Терри погиб, помогая людям, а сегодня сторонники Верховного Совета превратили его в героя и несут его портрет как символ поддержки режима, который он не поддерживал».